# Thingol
Elu Thingol (Elwë Singollo), är en litterär figur skapad av J. R. R. Tolkien.
Han var kung över Doriath och Sindaralverna. Han var gift med andeväsendet Melian som kom från valar Loriens trädgårdar. Tillsammans fick de dottern Lúthien, den vackraste alv som någonsin levat. Hon var kär i Beren, en människa. Elwë Thingol var alltid emot Luthiens och Berens kärlek och sade att Beren endast kunde få äkta Lúthien om Beren själv hade handen om en av Morgoths silmariller. Beren och Lúthien for till Morgoth och bröt loss en silmarill från Morgoths krona och efter det stora äventyret fick Elwë till slut silmarillen i sin ägo. Den infattades i Nauglamír, dvärgahalssmycket, och det var på grund av den och Elwës girighet som Elwë Thingol sedan mördades.